# St. Martini (Großengottern)

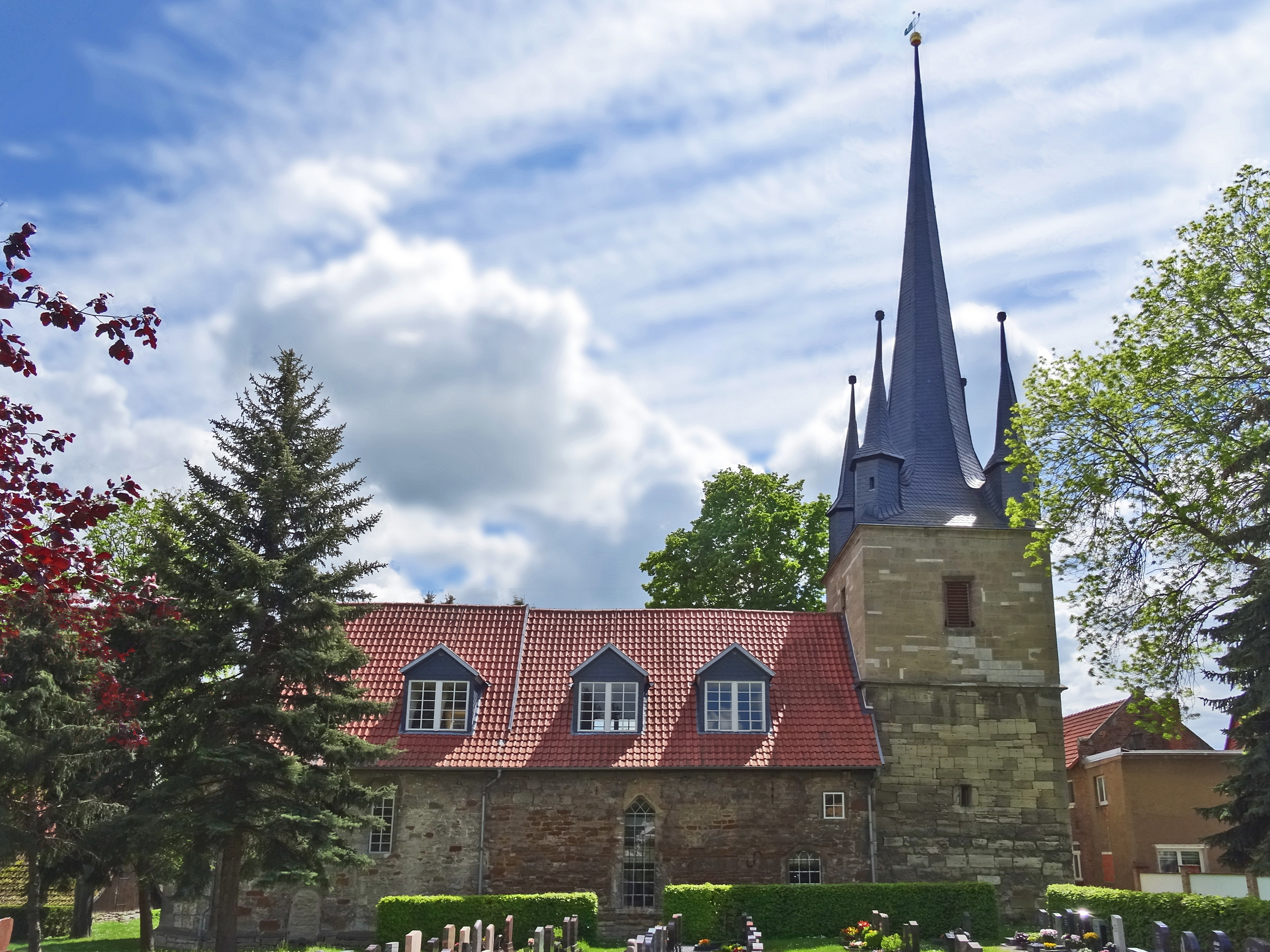
St.-Martini-Kirche

Die evangelische Dorfkirche St. Martini steht im Unterdorf von Großengottern, einem Ortsteil der Gemeinde Unstrut-Hainich im Unstrut-Hainich-Kreis in Thüringen.

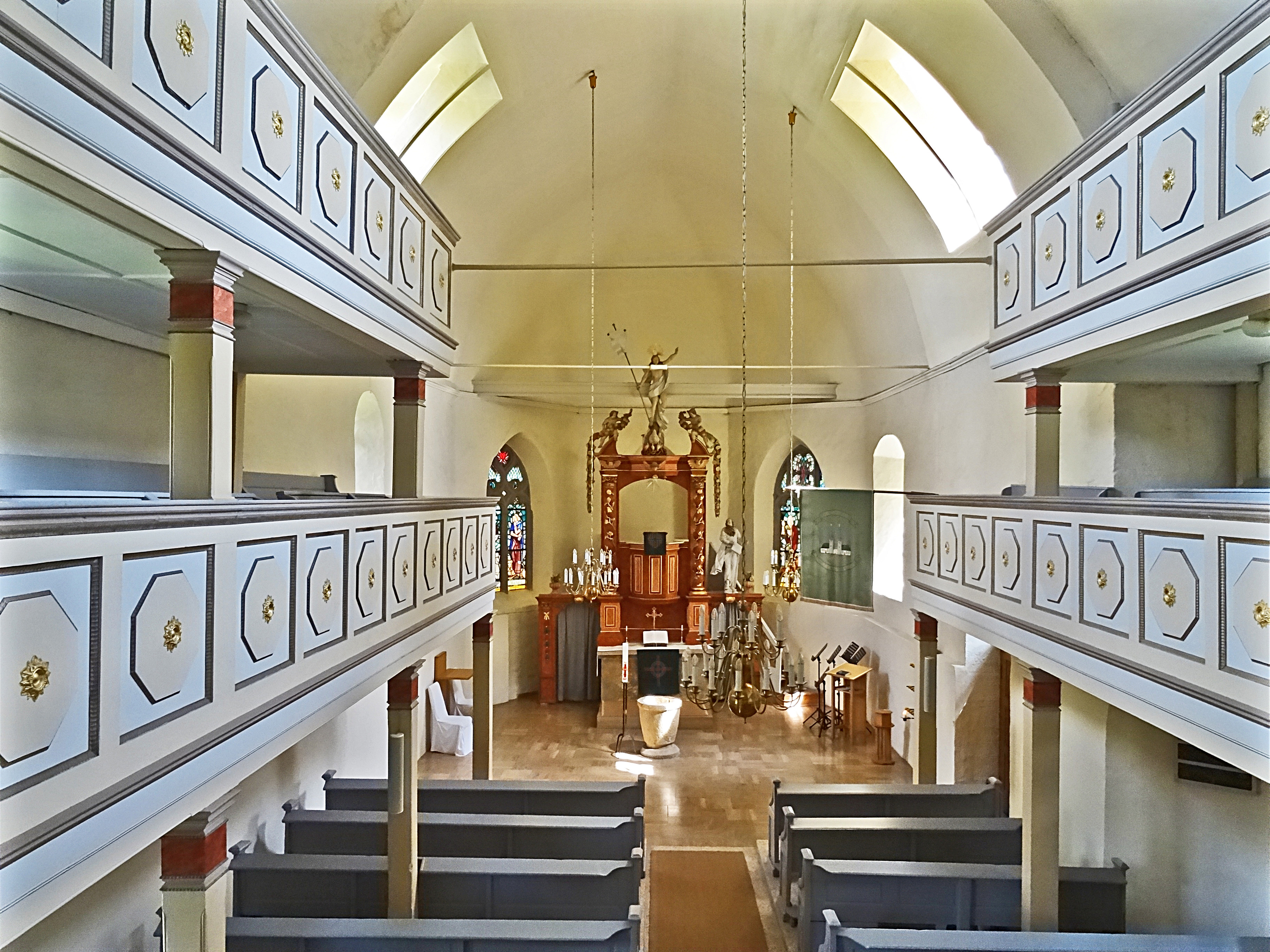
Innenansicht

## Geschichte

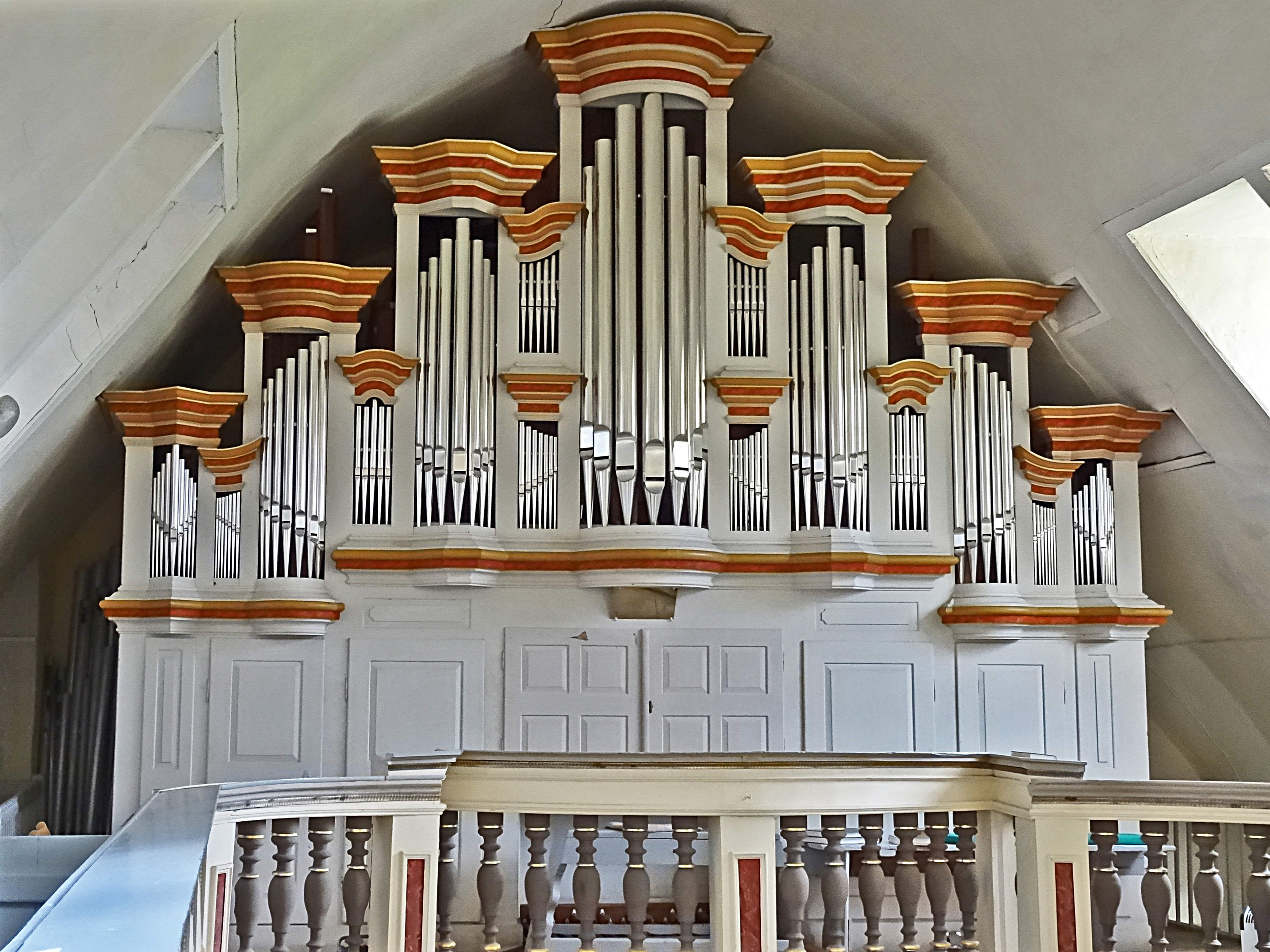
Hesse-Orgel

Wie die ebenfalls spätgotisch geprägte Walpurgiskirche im Oberdorf von Großengottern ist die St.-Martini-Kirche älter, als es die schriftlichen Zeugnisse belegen. Seit 1280 ist ein Pfarrer in Großengottern ansässig. Die Martinikirche als älteste Kirche ist 1318 belegt. Seit 1500 sind beide Kirchen baulich kaum verändert worden. Die vielen Gemeinsamkeiten enden im Aussehen und sind auf den Kirchen- und Ortssiegeln aufgebracht.
Um 1500 wurden der Chor und der Turm erbaut, weitere Umbauten erfolgten 1617–1647, im 19. Jahrhundert wurde das Ostfenster verändert.

## Architektur
Das Bauwerk ist ein Bruchsteinbau mit dreiseitigem Chor und eingezogenem Westturm mit Spitzhelm und Ecktürmen. Die Kirche wird durch ein Spitzbogenportal im Süden mit gekreuzten Stäben erschlossen. Der mit einem hölzernen Tonnengewölbe abgeschlossene Raum ist von einer dreiseitigen, zweigeschossigen Empore von 1698 umgeben. Gleichzeitig wurde der Kanzelaltar geschaffen und mit Holzfiguren der Apostel Petrus und Paulus versehen. Die ungewöhnlich große Orgel ist ein Werk von Johann Michael Hesse dem Jüngeren aus dem Jahr 1844 mit 18 Registern auf zwei Manualen und Pedal.